# 명곡천 (양산)
명곡천(明谷川)은 경상남도 양산시 대운산 명곡소류지에서 발원하여 서류하다가 경상남도 양산시 명곡동과 삼호동의 회야강으로 흘러든다. 명곡동을 지난다고 하여 붙인 이름이다.